# 9. Федис
9. Федис одржан је 01. и 02. октобра 2019. године у Дому Омладине Града Београда.

### ФЕДИС 2019.
| Име серије             | Број епизода | Додатан опис    |
| ---------------------- | ------------ | --------------- |
| Војна академија        | 62 епизоде   |                 |
| Комшије                | 114 епизода  |                 |
| Државни службеник      | 12 епизода   |                 |
| Врата до врата         | 100 епизода  |                 |
| Корени                 | 10 епизода   |                 |
| Јутро ће променити све | 39 епизода   |                 |
| Убице мог оца          | 53 епизоде   |                 |
| Жигосани у рекету      | 88 епизода   |                 |
| Беса                   | 12 епизода   |                 |
| Истине и лажи          | 344 епизоде  |                 |
| Ургентни центар        | 136 епизода  |                 |
| Синђелићи              | 229 епизода  |                 |
| Краљ Петар Први        | 11 епизода   |                 |
| Жмурке                 | 6 епизода    |                 |
| Погрешан човек         | 190 епизода  | Гост из региона |
| На граници             | 229 епизода  | Гост из региона |
| Конак код Хилмије      | 24 епизоде   | Гост из региона |
| Не дирај ми маму       | 10 епизода   | Гост из региона |
| Бисер Бојане           | 12 епизода   | Гост из региона |

1. Награда за најбољу серију: Беса
2. Награда за најгледанију серију: Корени
3. Награда за најбољу режију: Милош Радивојевић (Жмурке)
4. Награда за најбољи сценарио: Ђорђе Милосављевић (Корени)
5. Награда за најбољу фотографију: Игор Шунтер (Беса)
6. Награда за најбољи костим: Борис Чакширан (Корени и Краљ Петар Први)
7. Награда за најбољу музику: Немања Мосуровић (Беса)
8. Награда за најбољу глумицу: Јована Стоиљковић (Јутро ће променити све)
9. Награда за најбољег глумца: Жарко Лаушевић (Корени)
10. Награда за најбољу женску епизодну улогу: Весна Тривалић (Жигосани у рекету)
11. Награда за најбољу мушку епизодну улогу: Игор Ђорђевић (Државни службеник)
12. Награда за глумачко отковење године: Иван Вујић (Краљ Петар Први) (Улога Момчило Гаврић)
13. Специјална награда ЗЛАТНА АНТЕНА за свеукупан допринос домаћој ТВ продукцији: Здравко Шотра

#### Жири (Стручни жири)
1. Неда Арнерић (Драмска уметница) (Председница жирија)
2. Фети Даутовић (Креативни директор)
3. Драган Николић (Уредник филмског програма Дома омладине Београда)
4. Мери Билић (Уредница листа ПОЛИТИКА)
5. Милан Крунић (Филмски и ТВ критичар на друштвеним мрежама)
6. Драган Јовићевић (Уредник ВРЕМЕНА и критичар)

#### Жири (Жири струке)
1. Соња Дамјановић (Глумица) (Номиноваће за глумачке награде)
2. Филип Чоловић (Редитељ) (Номиноваће за награду "Златна антена" за режију)
3. Даница Николић (Сценаристкиња) (Номиноваће за награду "Златна антена" за сценарио)
4. Бојана Андрић (Директорка фотографије) (Номиноваће за награду "Златна антена" за најбољу фотографију)
5. Биљана Гргур (Костимографкиња) (Номиноваће за награду "Златна антена" за најбољи костим)
6. Дејан Пејовић (Композитор) (Номиноваће за награду "Златна антена" за најбољу музику)